# Maria Crescencia Perez
Maria Crescencia Perez (ur. 17 sierpnia 1897, zm. 20 maja 1932 w Vallenar) – argentyńska zakonnica, Błogosławiona Kościoła katolickiego.

## Życiorys
Urodziła się religijnej rodzinie. Wstąpiła do zgromadzenia Córek Najświętszej Maryi Panny potem rozpoczęła pracę w miejscowym szpitalu. Zmarła 20 maja 1932 roku po ciężkiej chorobie. Jej beatyfikacja odbyła się 17 listopada 2012 roku.